# Moždana kora
Moždana kora vanjski je sloj živčanog tkiva velikog mozga kod čovjeka i drugih sisavaca. Najveće je područje integracije neurona u središnjem živčanom sustavu te igra ključnu ulogu u pažnji, percepciji, budnosti, misli, pamćenju, jeziku i svijesti.
Mlađi dio kore (neokorteks) predstavlja 90 % moždane kore, a ostatak su drugi slojevi – paleokorteks, arhikorteks i mezokorteks – skupnog naziva alokorteks. Kora se dijeli na lijevi i desni dio prema uzdužnoj moždanoj pukotini, koja dijeli moždane polutke spojene u žuljevitom tijelu. Kod većine sisavaca, osim onih malenih, moždana je kora naborana, čime dobiva veću površinu u zbijenom prostoru kranija. Osim manjeg volumena mozga i kranija, nabori moždane kore ključni su za djelovanje neuronske mreže i njezinu funkcionalnu organizaciju. Kod sisavaca s malenim mozgovima nabori nisu prisutni, a moždana je kora glatka.
Nabor moždane kore naziva se girus ili moždana vijuga, a moždane vijuge odvojene su brazdama. Vijuge na mozgu nastaju u stadiju fetusa te se nastavljaju razvijati nakon rođenja putem girifikacije. Kod ljudi većina površine moždane kore nije vidljiva izvana, već je uvučena u brazde. Glavne vijuge i brazde odvajaju različite režnjeve mozga. Glavni su režnjevi čeoni (lobus frontalis), tjemeni (parietalis), zatiljni (occipitalis) i sljepoočni (temporalis). Ostali režnjevi uključuju limbični režanj (lobus limbicus) i insularni korteks, koji se često naziva i insularnim režnjem.
U moždanoj kori čovjeka nalazi se između 14 i 16 milijardi neurona. Različita područja u kori služe specifičnim funkcijama poput kretanja (motorička kora) i vida (vidna kora).

## Vanjske poveznice
- Ustroj i djelovanje moždane kore, Medicinski fakultet Sveučilišta u Zagrebu
- Pregled moždanih funkcija, Hrvatska elektronička medicinska edukacija
- cerebral cortex, Britannica

|  | Molimo pročitajte upozorenje o korištenju medicinskih informacija. Ne provodite liječenje bez savjetovanja s liječnikom! |